# Route nationale 10b
La route nationale 10b, ou RN 10b, était une route nationale française reliant le centre-ville de Biarritz à Bidart.
À la suite de la réforme de 1972, elle a été déclassée en RD 911.

## Ancien tracé (D 911)
- Biarritz-Centre
- Bidart